# Schistura spekuli
Schistura spekuli és una espècie de peix de la família dels balitòrids i de l'ordre dels cipriniformes.

## Morfologia
- Cos de color blanc i sense ulls externs visibles.
- Poden assolir fins a 5,7 cm de longitud total.
- 11-12 radis tous a l'aleta dorsal i 8 a l'anal.
- Sense espines a l'aleta dorsal.[1]

## Hàbitat i distribució geogràfica
És un peix d'aigua dolça, demersal i de clima tropical, que es troba al nord del Vietnam a la província de Lai Chau.
Les seues principals amenaces són la desforestació, la sobrepoblació humana i les activitats agrícoles i llurs impactes medioambientals (com ara, l'erosió del sòl, la sedimentació i la contaminació de l'aigua).